# Biblioteca Pública de Pontevedra
A Biblioteca Pública de Pontevedra Antonio Odriozola situada em Pontevedra (Espanha) é a biblioteca provincial do estado na província de Pontevedra e faz parte da Rede de Bibliotecas Públicas da Galiza e da Rede de Bibliotecas Públicas do Estado (BPE). A sua gestão foi transferida para a Comunidade Autónoma da Galiza através do Departamento de Cultura da Junta da Galiza.
É dedicada a Antonio Odriozola Pietas (1911-1987) nascido em 1911 em Vitoria. Instalou-se em Pontevedra em 1964, onde realizou grande parte do seu trabalho como bibliógrafo, investigador e académico.

## Localização
A Biblioteca Pública de Pontevedra está localizada no número 3 da Rua Alfonso XIII, muito perto da Ponte da Barca.

## História
A biblioteca pública de Pontevedra foi criada em 1848, quando recebeu as antigas colecções confiscadas dos mosteiros e conventos reprimidos pela Desamortização na Espanha. Foi instalado na Escola Secundária Provincial do Ensino Secundário, no antigo Colégio Jesuíta, inaugurado a 2 de fevereiro de 1849.
Ao longo da sua história, teve vários locais. No início, em 1907, esteva no Palácio da Deputação de Pontevedra, depois nos arquivos do Serviço Provincial de Finanças e, finalmente, na Escola Secundária Valle-Inclán em 1931. Em 1960 foi transferida para a Casa Fonseca, então denominada Casa da Cultura, partilhando espaço com o Arquivo Histórico da Província de Pontevedra.
A fim de pôr fim à situação de espaço insuficiente e de carência sofrida pela Casa Fonseca e pela biblioteca,  e após examinar vários locais possíveis, em 7 de setembro de 1984, o Ministério da Cultura comprou um terreno utilizado como garagem pela empresa de autocarros La Unión, na rua Alfonso XIII. O Ministério da Cultura construiu um novo edifício de cinco andares para a biblioteca (cave, rés-do-chão e quatro andares).
O projecto foi realizado pelo arquitecto do Ministério da Cultura Julio Simonet Barrio. Concebeu um edifício de 3.300 metros quadrados distribuídos por cinco andares, com três salas de leitura para 200 pessoas cada, uma sala de reuniões e conferências, uma fonoteca e uma sala de exposições, bem como quatro grandes salas de armazenamento, com uma capacidade total de 280.000 livros.  No final de 1987, a biblioteca mudou-se para este local e o edifício foi inaugurado a 21 de janeiro de 1988.
Em 1989, a gestão da biblioteca foi assumida pela Junta da Galiza.
A 28 de abril de 1995, a Biblioteca Pública de Pontevedra recebeu o nome de Antonio Odriozola, em homenagem ao seu trabalho como bibliógrafo e investigador no acervo da biblioteca.

## Colecções
A biblioteca tem uma biblioteca de livros infantis organizada por faixa etária, uma biblioteca de literatura para adultos, uma secção de livros informativos organizada pela CDU (Classificação Decimal Universal), uma secção de referência, uma colecção local sobre temas e autores de Pontevedra, incluindo o Depósito legal, uma biblioteca de jornais e documentos audiovisuais, uma secção de banda desenhada de todos os géneros (aventuras, romances gráficos, humor, fantasia, ficção científica). A colecção é complementada pela colecção especial de material patrimonial construída ao longo da sua história, e  por uma colecção acessível de materiais especiais adaptados para utentes com deficiência.

### Colecçoes especiais
A biblioteca possui também os seguintes acervos:
- Acervo da Sociedade de Arqueologia de Pontevedra e da colecçao Casto Sampedro.
- Livros em homenagem a Antonio Losada Diéguez.
- Biblioteca Muruais (1946), com obras em francês e inglês sobre literatura e arte (principalmente do século XIX).
- Parte da biblioteca das irmãs Mendoza.
- Parte da biblioteca do Professor Carlos Villar.
- A biblioteca tem 10 incunábulos, 20 manuscritos e 1.849 livros raros dos séculos XVI, XVII e XVIII.

## Serviços
A biblioteca oferece os seguintes serviços :
- Consulta na sala de leitura.
- Empréstimos (individuais, de grupo e interbibliotecários).
- Empréstimo de computadores portáteis e leitores de e-books.
- Investigação e / ou secção local.
- Serviço de Informação e Referência (informação geral e informação bibliográfica e de referência).
- Formação de utilizadores.
- Visitas guiadas.
- Serviço de reprodução de documentos (fotocópias).
- Salas de trabalho de grupo; sala de reuniões e conferências; sala de exposições (possibilidade de reservar salas).
- Biblioteca acessível.

A biblioteca oferece também serviços de biblioteca electrónica, incluindo o acesso ao catálogo da Rede Galega de Bibliotecas, acesso a documentos electrónicos em suportes físicos, acesso público à Internet, wi-fi e automação de escritório.
A biblioteca de Pontevedra realiza também actividades como exposições  e apresentações bibliográficas, actividades de aprendizagem (línguas, automatização de escritório, navegação na Internet, ...) ou o incentivo à leitura e clubes do livro.

## Galeria de fotos

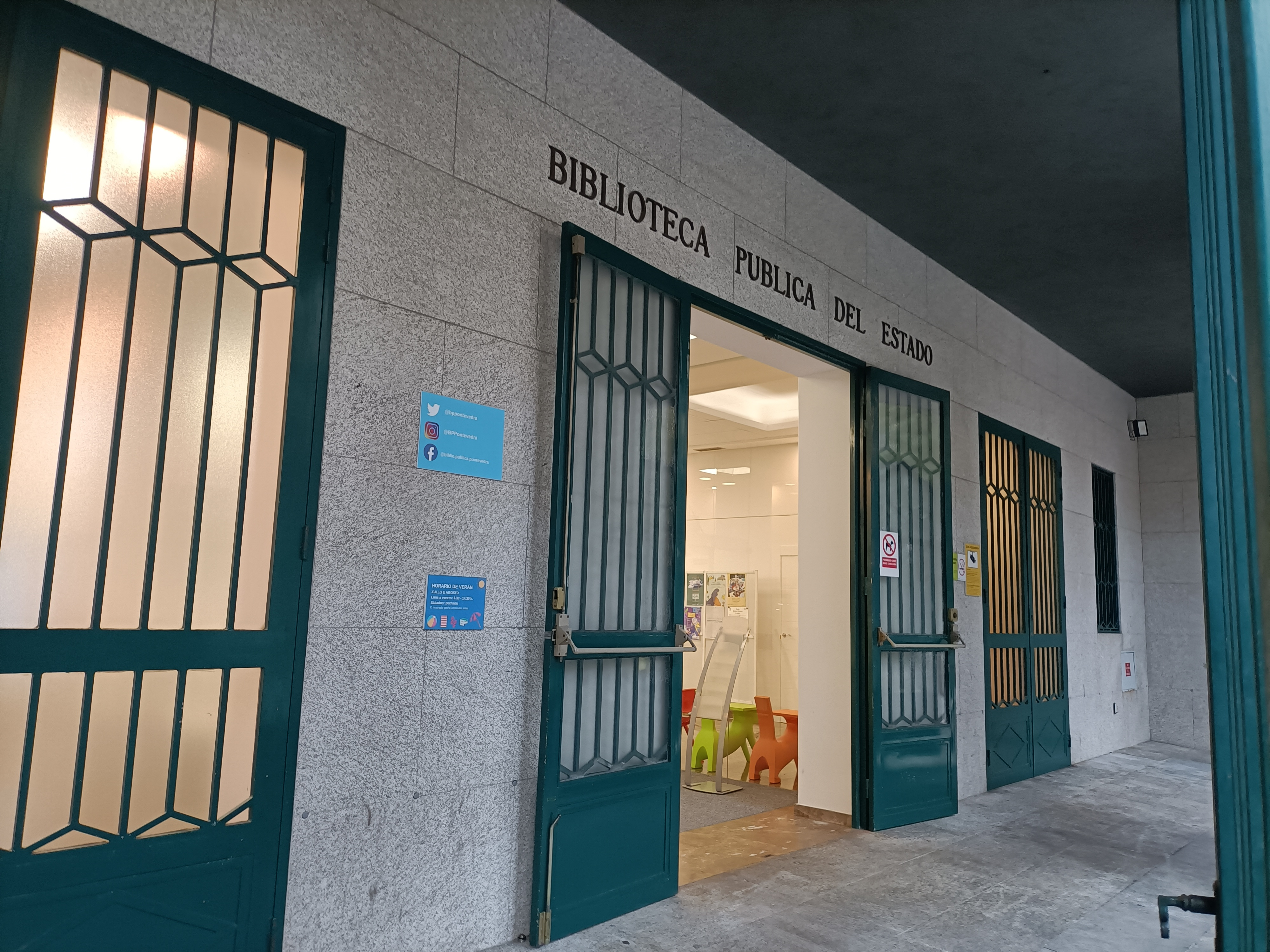
Entrada da Biblioteca Pública do Estado
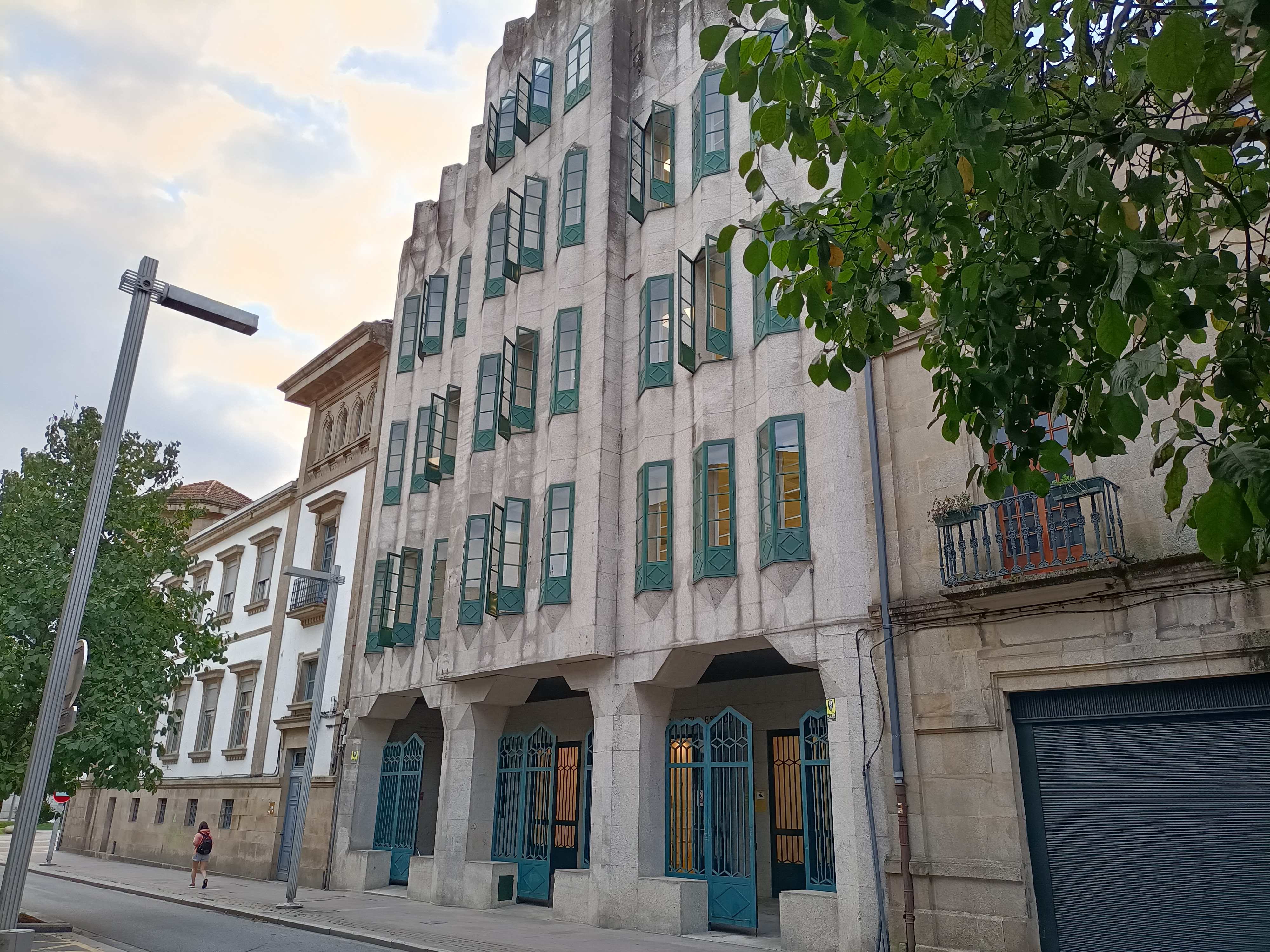
Fachada na rua Alfonso XIII
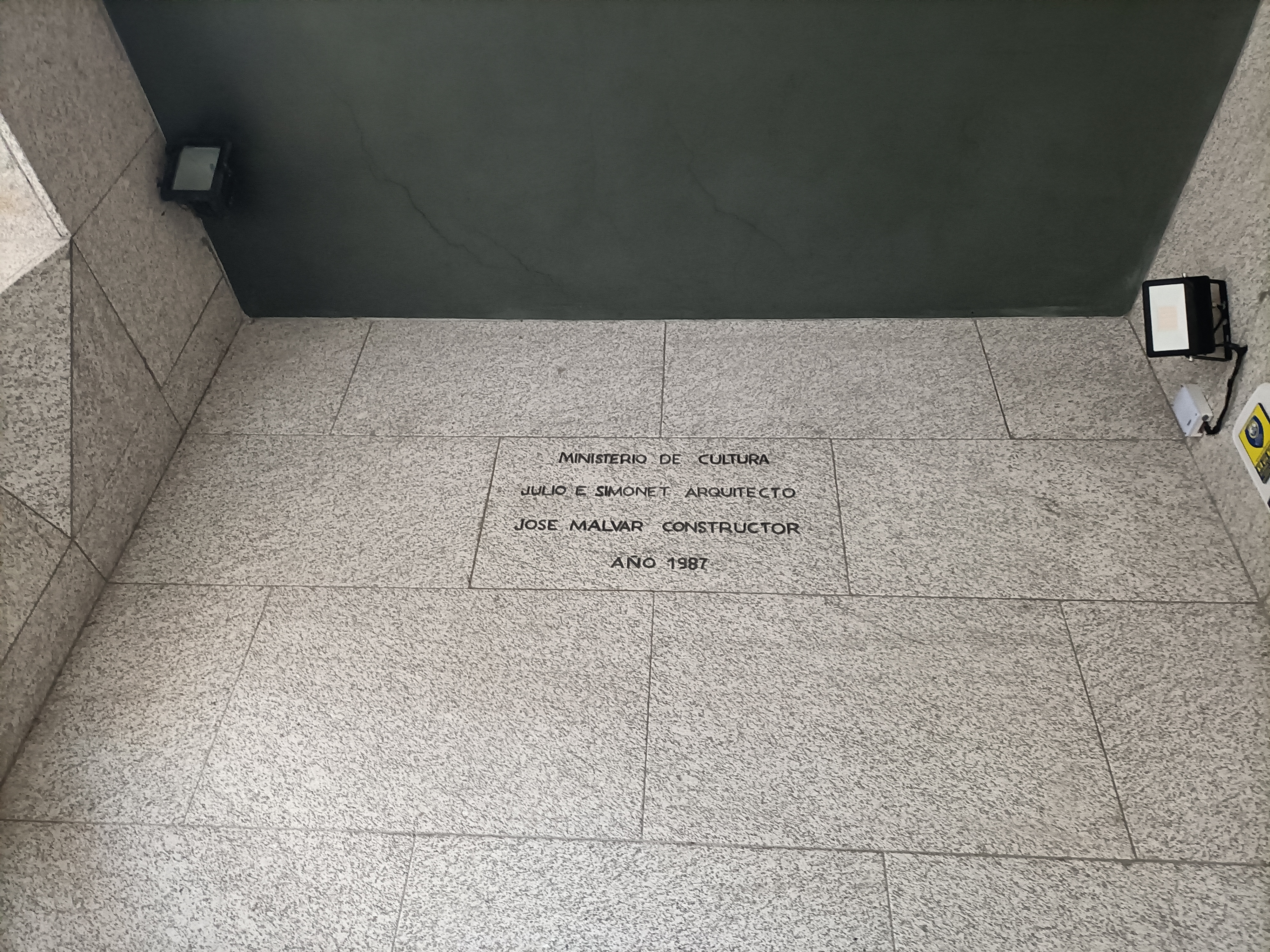
Inscrição com o nome do arquiteto e o ano de 1987
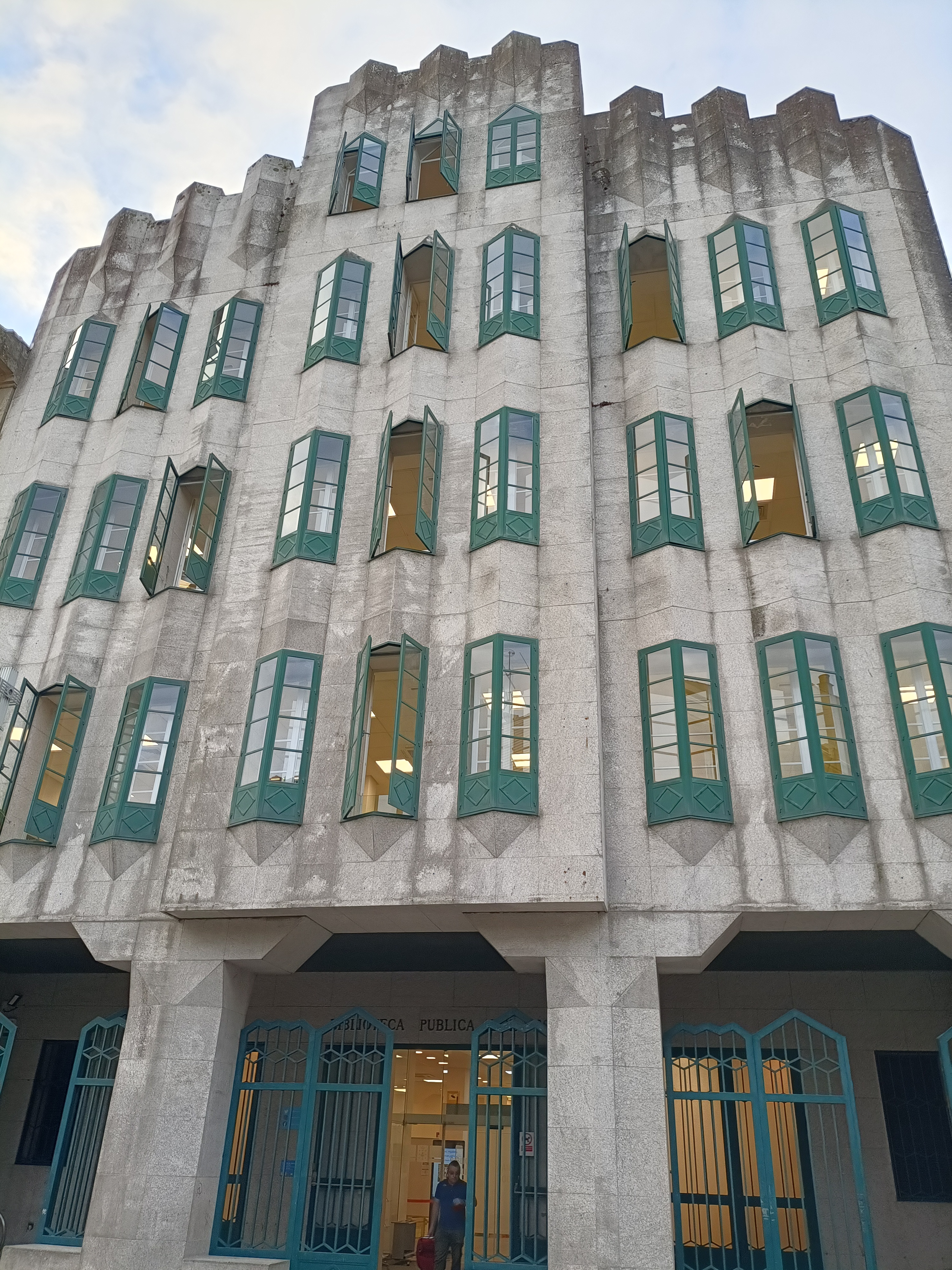
Fachada
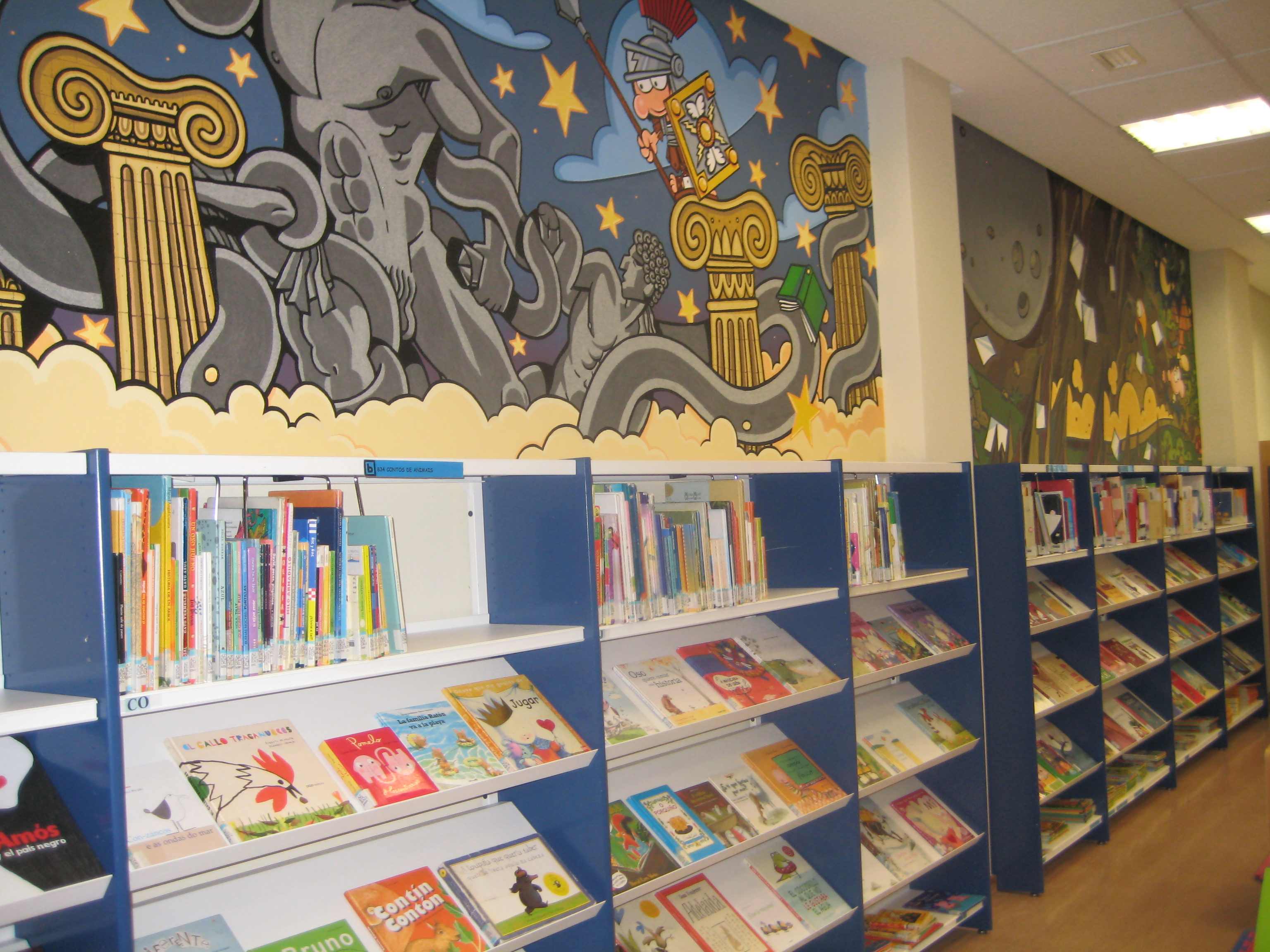
Sala das crianças no primeiro andar